# Александар Чагрински
Александар Чагрински (рођ. Александар Стефанович Јунгеров; 1821, Абљазово, Кузњецки округ, Саратовска губернија — 22. децембар 1900 [4. јануар 1901], Самара) је духовник Руске православне цркве. Светитељ Самарске епархије Руске православне цркве.

## Биографија
Рођен 1821. године у селу Абљазову, Пензенска губернија (сада Радишчево, Пензенска област) у породици духовника Стефана Игњатијевича Јунгерова и његове жене Прасковје Кузминичне. Био је једно од петоро деце. Стефан Игњатијевич је убрзо примио свештенство и послат је у село Јунгеровку, одакле је и добио презиме.
Стефан Јунгеров умире 1831. године. У септембру исте године, Александар је уписао Саратовску богословску школу. Школа је била смештена у хладној и влажној просторији, настава се одвијала у негрејаним учионицама, због чега је Александар, који је већ био слабог здравља, до краја живота оболео од ногу. После 5 година прелази у Саратовску богословију.
1842. године Александар Јунгеров је завршио богословију и 20. октобра (1. новембра) 1842. године рукоположен је за свештеника. Недуго пре тога, оженио се сиромашном Јелисаветом Ивановном, која је била 5 година млађа од свог мужа.

### Почетак свештеничке службе
Прво задужење младог свештеника била је црква Светог Николе у селу Третјаки Сердобског округа. Именовање је било привремено, његов задатак је био да од сеоске заједнице и локалних земљопоседника добије решење да се уместо изгореле подигне нова црква. Отац Александар је брзо стекао симпатије локалног становништва и требало му је само месец дана да изгради нову цркву, упркос чињеници да је парохија била веома сиромашна: током овог месеца приход свештенства од четири особе износио је само 30 копејки. По повратку у Саратов, Александар Јунгеров је добио нови задатак, овога пута планиран за стално, у село Неверкино, Кузњецки округ. Међутим, тамошња сурова клима није одговарала болесној Елизавети Ивановној, а служба је овде трајала нешто више од шест месеци.

### Служба у Балакову
Следеће постављење било је у Тројичкој цркви у селу Балакову, коју је отац Александар примио 10 (22) јула 1843. године. Парохија је била веома сиромашна, а већина становника били су староверци. Строго придржавајући се свих црквених правила, пажљивим и побожним службама, отац Александар је постепено почео да привлачи људе у цркву. Његове проповеди су почеле да привлаче пажњу на велике црквене празнике, посећивао је домове својих парохијана, опомињући своју паству на православни живот. Постепено, парохија је почела да се придружује православљу, сачувани су извештаји оца Александра о разговорима са староверцима, након чега су у великом броју прихватили заједничку веру.
Једна од главних брига свештеника било је стање старог храма. Саграђена пре више од једног века, хладна црква је била веома оронула, у њој је било промаје, а звона су чак морала да се скину са звоника јер су сама звонила када их заљуља ветар. Оцу Александру је требало много година да реши питање изградње новог храма. 18 година касније, 1861. године, на Балаковљевом тргу Хлебнаја подигнута је нова црква у име Свете Тројице. Била је то зидана црква у византијском стилу, са шест четвороводних купола различите величине. Али ово није био крај Јунгеровљевог рада. Године 1875. средствима добротвора које је привукао, храм је два пута проширен, а 1881. храму је дограђена капела, освећена у част Александра Невског.
У новој свештеничкој кући, подигнутој поред храма уместо оног који је изгорео 1861. године, до тада су живели отац Александар, његова супруга Јелисавета Ивановна, његова три сина и мајка свештеника Прасковја Кузминична.
Поред директних дужности свештеника, Александар Јунгеров је имао много других брига. Од 1846. до 1867. био је учитељ у Балаковској женској школи, учећи девојке молитвама и читању из црквених књига, а настава се одвијала у његовој кући. Отац Александар је био и исповедник у свом деканату (1859-1865), мисионар у селима Балаково и Наталино (1859-1876), окружни мисионар деканата, декан (1866). За свој труд одликован је пурпурном скуфијом 6 (18. априла) 1865. и пурпурном камилавком 30. марта (11. априла) 1874. године.

### Манастир Чагрински
Шездесетогодишњи Александар Јунгеров је 1. октобра 1880. објавио парохији да се обратио епархијском руководству са молбом да га разреши са дужности, а да место у Тројичкој цркви уступи његовом сину, свештенику Василију Јунгерову. Епископ Серафим је удовољио молби за сина, али није отпустио самог Александровог оца, већ га је послао у заједницу жена Чагрин.
„Користећи своје слободно време“, како је сам отац Александар рекао, предавао је Закон Божији у манастирској школи. Јунгеров је пропратио богослужења проповедима, и наставио балаковску праксу разговора у домовима сељака. Постепено је манастир постао познат и популаран.
Све већа популарност манастира довела је до тога да је његов храм постао скучен за оне који су желели да присуствују богослужењу. Залагањем игуманије Серафиме и оца Александра, уз ангажовање средстава добротвора, започета је изградња нове топле цркве. Године 1890. завршена је изградња храма. Године 1890. умрла је супруга оца Александра Јелисавета Ивановна и игуманија Серафима. Забринутост око изградње и губитка најмилијих поткопала је здравље Александровог оца, па је у априлу 1893. отпуштен из манастира.
Од тог времена почиње његова шира служба, славећи и њега и манастир далеко ван граница округа и покрајине. Отац Александар је постао надалеко познат као власник дара видовитости, дара расуђивања и дара чудотворства. У „Самарском епархијском гласнику“ 1896. о њему су писали: „У апостолско доба, за хришћане примата Цркве Христове постојали су посебни, изузетни дарови Духа Светога. Можда у модерним временима, да би пробудили уснулу савест маловерних или оних који траже Господа, појединаца са посебним духовним даровима, са духом и ревношћу Илијиним, попут оца Јована Кронштатског, попут ученог епископа Теофана Вишенског. , потребни су и Амвросије Оптински, који се повучено трудио. Наш отац, Александар Јунгеров, несумњиво припада овим људима!”
Након овога, отац Александар се усредсређује на различите аспекте свакодневног живота присутних, њихову недовољну, немарну и неумесну молитву, бездушност, обраћање гатарима и исцелитељима, односе у породици, опасности од пића и пушења, „о забораву Бога и незахвалности. према њему." Често овај говор почиње следећим речима: „Браћо хришћани! Признајете да сте грешници, а онда сте дошли овде да донесете искрено покајање Господу Богу за своје грехе? Покајте се пред Њим! За покајање добићете од Њега опроштај и велику милост. Господ не одбацује никог од покајника. И како да се не покајете и не покајете пред Њим када уопште не живите свој живот по закону Божијем?”.
У народу је отац Александар био познат као чудотворац у мемоарима сељака А.Н.Н., објављеним 1913. године у Казању, који је живео у близини манастира у селу Александровка, понављали су се случајеви исцељења болесника по молитвама старца; су описани.
Многи ходочасници су долазили у манастир у нади да ће се ослободити духовних сумњи и збуњености, и наћи телесно и духовно исцељење. Број посетилаца је, према неким изворима, достизао и хиљаду људи дневно. 1895. године, о трошку ходочасника, за бројне ходочаснике отворена је болничка кућа у двоспратној дрвеној згради.
До почетка 1900. године отац Александар је ослабио и више није могао да прима ходочаснике. У фебруару 1900. сазнао је за смрт свог сина Василија, након чега се његово здравствено стање приметно погоршало. У децембру се потпуно разболео и више није устао. Више пута се причестио, помазао и умро 22. децембра 1900. (4. јануара 1901).
Сахрана је обављена петог дана, 26. децембра, отац Александар је сахрањен на манастирском гробљу поред гробова своје супруге Јелисавете Ивановне и игуманије Серафима. Над његовим гробом подигнута је дрвена капела са неугасивом кандилом.

## Поштовање и канонизација
После његове смрти, ток ходочасника у манастир није престао. Ако су раније људи долазили старцу, сада су долазили на његов гроб. По благослову самарског епископа Гурија, лети су се сваког дана служиле кратке литије у капели, а зими у цркви. До затварања манастира сачувана је кућа оца Александра у коју су ходочасници долазили да се помоле пред иконама пред којима се старац молио, и да се дотакну његовог крста.
Под совјетском влашћу, крајем 1920-их, манастир Чагрински је затворен, његове зграде су уништене, укључујући кућу оца Александра и капелу постављену изнад његовог гроба. Према неким извештајима, почетком тридесетих година 20. века, ради провере гласина о монашком богатству сахрањеном у старчевом гробу, гроб је отворен, а пошто није откривено богатство, тело је поново сахрањено, чак и без ковчега. Дуго су се настављала ходочашћа на гроб светитеља, укључујући и скривена, јер су се власти бориле против „верских скитница“. 1952. године верници су на гробу подигли крст.
22. јуна 2000. године дошло је до проналаска моштију оца Александра. Након парастоса, гроб је отворен, откривени су посмртни остаци свештеника, као и женски остаци за које се сматрало да припадају игуманији Серафими. Остављени су на истом месту, а мошти оца Александра однети у Самарски Иверски манастир, где су смештени у посебну светињу.
Православна црква га помиње 4. јануара и 22, јуна.